# Mine de Sepon
 (mars 2025).
La mine de Sepon est une mine à ciel ouvert d'or et cuivre située dans le sud du Laos, au nord-est de la province de Savannakhet, à 40 km au nord de la ville de Sepon. La production d'or a commencé en décembre 2002, celle de cuivre début 2005.